# Rudnea-Jerevți, Luhînî
Rudnea-Jerevți (în ucraineană Рудня-Жеревці) este un sat în comuna Jerevți din raionul Luhînî, regiunea Jîtomîr, Ucraina.

## Demografie
Componența lingvistică a localității Rudnea-Jerevți
     Ucraineană (100%)
Conform recensământului din 2001, toată populația localității Rudnea-Jerevți era vorbitoare de ucraineană (100%).